# Маунд

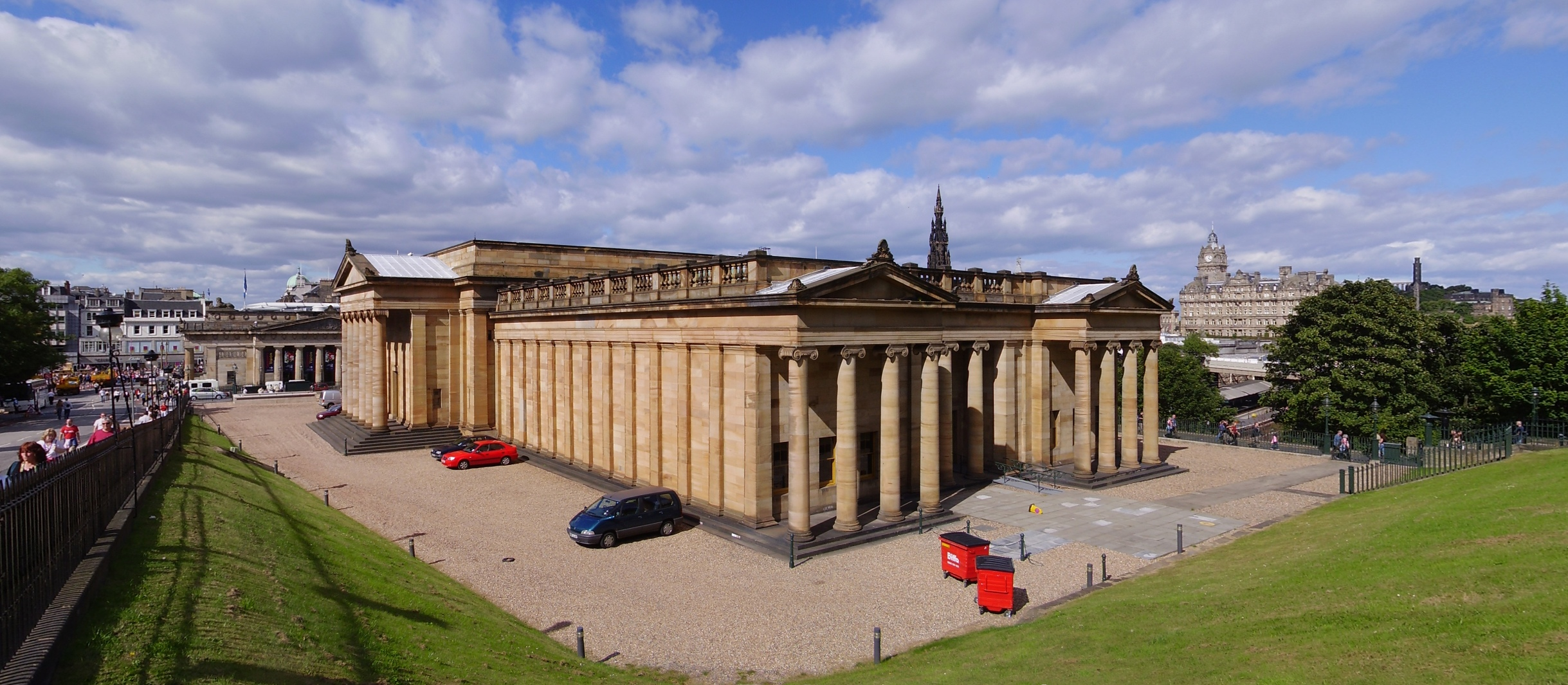
Національна галерея Шотландії The Mound

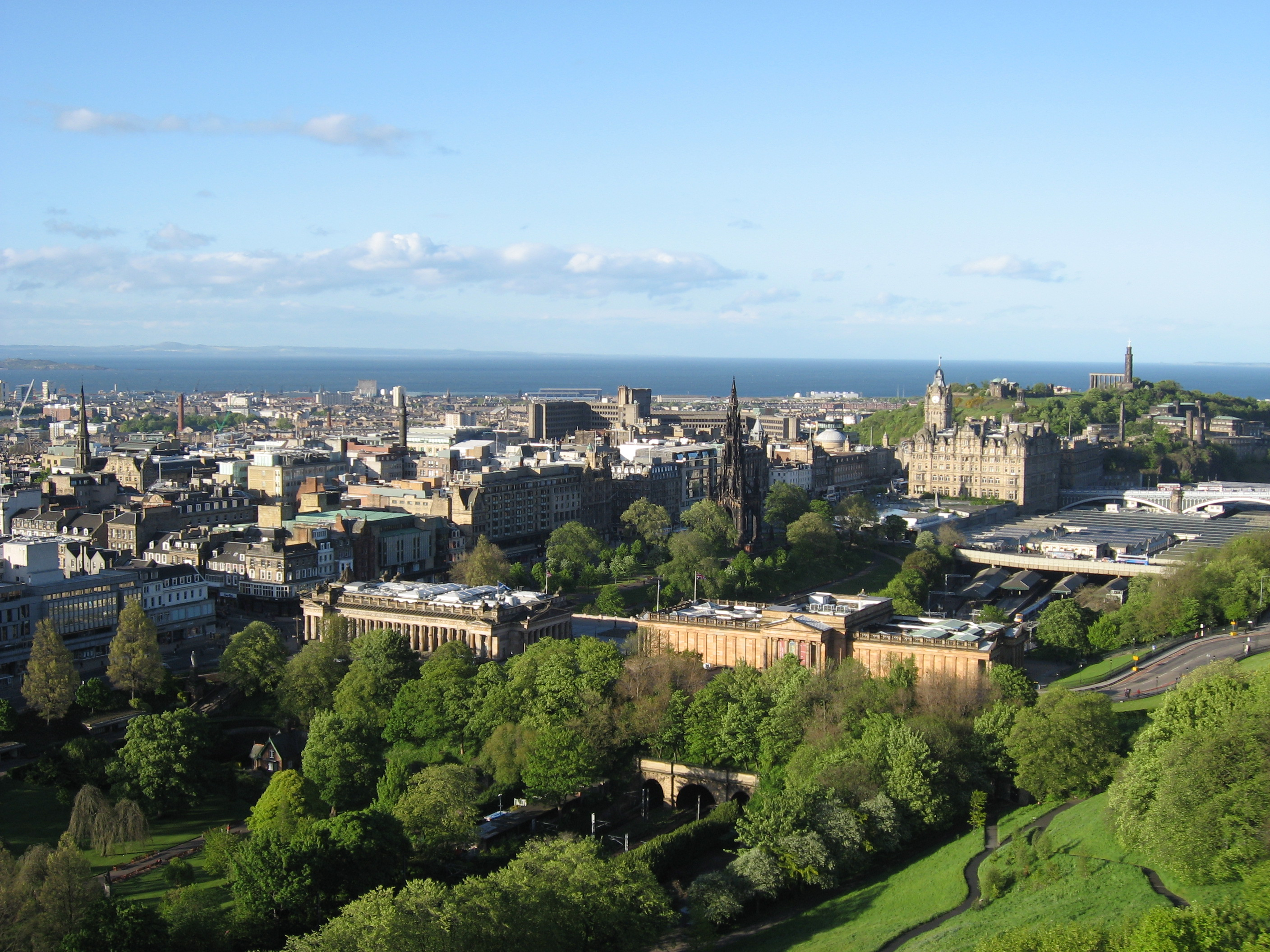
Вид на The Mound (у центрі) з Единбурзького замку

Маунд (англ. The Mound) — штучний пагорб у центрі Единбурга, Шотландія, що з'єднує Старе місто з Новим.
Пагорб зведений у XVIII столітті, коли через демографічні проблеми було прийнято рішення про розширення Единбурга шляхом будівництва Нового міста. Для насипу використовували 1 501 000 візків із ґрунтом, отриманим при осушенні озера Нор-Лох, на місці якого потім виникли парк Princes Street Gardens та вулиця Прінсес-стріт.
Офіційно відкритий у 1781. З появою залізничних станцій в осушеній долині та їх подальшим злиттям на вокзал Единбург-Уеверлі в 1846, під пагорбом прориті тунелі, щоб прокласти рейки в західному напрямку.
На The Mound знаходяться такі чудові будівлі, як Національна галерея Шотландії, Королівська Шотландська Академія, New College - теологічний факультет Единбурзького університету, будівля Генеральної асамблеї Церкви Шотландії та штаб-квартира Банк Шотландії.
Однойменна дорога на пагорбі є однією з основних транспортних артерій між Старим і Новим містом, що веде з Прінсес-стріт до Королівської Милі.